# Mademoiselle Chiffon
Mademoiselle Chiffon er en fransk stumfilm fra 1919 af André Hugon.

## Medvirkende
- Musidora som Chiffon
- Suzanne Munte som Dubois
- Kitty Hott
- René Lorsay